# Pseudarmadillo dollfusi
Pseudarmadillo dollfusi là một loài chân đều trong họ Delatorreidae. Loài này được Richardson miêu tả khoa học năm 1905.